# Liolaemus vulcanus
Espèce
Statut de conservation UICN

 LC  : Préoccupation mineure
Liolaemus vulcanus est une espèce de sauriens de la famille des Liolaemidae.

## Répartition et habitat
Cette espèce est endémique de la province de Catamarca en Argentine. Elle est présente entre 3 500 et 4 600 m d'altitude. Elle vit dans les zones rocheuses de la puna.

## Étymologie
Cette espèce est nommée en l'honneur de Vulcain, en référence à sa coloration rouge orangée.

## Publication originale
- Quinteros & Abdala, 2011 : A new species of Liolaemus of the Liolaemus montanus section (Iguania: Liolaemidae) from Northwestern Argentina. Zootaxa, no 2789, p. 35–48.